# Данська музика
Данська музика належить до найдавніших в Європі. До XII століття музика Данії обмежувалася народними жанрами, пізніше почала зароджуватися світська і духовна музика. Починаючи з XVI століття в Данії розвивається класична музика. Відомий композитор Карл Нільсен вважається найбільшим композитором Данії. У сфері балету відзначився балетмейстер Август Бурновіль, завдяки якому данський балет досяг вершини майстерності. З данських виконавців в країні популярні музичні колективи Aqua, The Raveonettes, Alphabeat, Mew, Iron Fire, Volbeat, Mercyful Fate та ін. Також популярний джаз, в Копенгагені щорічно проходить джазовий фестиваль. У місті Роскілле кожним літом проходить рок-фестиваль, в якому беруть участь багато світових зірок року.

## Народна музика
Вокальна традиція, що виникла в Данії, сягає середньовіччя. Збереглися данські балади цього періоду, що виконувалися також і у XX столітті. А більшість мелодій інструментальної фольклорної музики з'явилися в XIX столітті, хоча перші зразки належать до XVIII століття. Здебільшого ці мелодії є варіаціями англійських і польських танців XVIII століття. Найпоширеніший музичний інструмент в Данії — скрипка.